# Sirotici
Sirotici je slovenska ljudska pripovedka, ki jo je zapisal Jožef Kenda (*1859, †1929). 

## Interpretacija dela
Vdovec misli, da sam ne zmore skrbi za otroke, zato se vnovič poroči. Pojavi se pogost motiv zlobne mačehe, ki pastorke sovraži in zaničuje, lastne otroke pa skrbno neguje. Mačeha je gospodovalna in kruta. Možu ukaže, naj od doma prežene sina in hčerko. Mož se ukloni njeni volji in otroke odpelje v gozd – predstavlja temačen labirint, ki vzbuja občutke strahu in brezizhodnosti. Ko ju oče drugič odpelje v gozd, ju priveže k drevesu. Tu se kot zelo iznajdljiv in pogumen, kot se za dečka spodobi, izkaže brat. Prereže vrvi in tako reši sebe in svojo sestro. Otroka tavata po gozdu, na razpotju se njune poti ločijo. Kot po čudežu deklica po celodnevnem tavanju pride do hiše sredi gozda. Ženica jo sprejme pod streho v zameno, da ji bo deklica pomagala v gospodinjstvu. Ženica ima le eno zahtevo – da nikoli ne vstopi v dvanajsto sobo. A otroška radovednost je močnejša od deklice. Prekršila je pravilo in pokukala v nenavadno sobo. Pojavi se svetopisemski motiv Matere božje, ki Jezusu umiva noge. Zaradi vstopa v 12. sobo mora deklica od hiše. Poizveduje o svojem bratu, ugotovi, da služi pri grofu in mu pošlje sliko. Brat je ganjen vsakič, ko pogleda podobo svoje sestre in to opazi tudi grof. Grofič se navkljub razliki v družbenem statusu odloči, da sestro hoče za ženo. Ponjo pošljejo kočijo, na pot nazaj proti gradu se odpravi še mačehina hči. Ker želi obogateti in se poročiti z grofičem, polsestro zahrbtno in z zvijačo porine v vodo. Grofič se močno razjezi in hlapca da zapreti v ječo. Tja se priplazi kača – je personificiran živalski lik, saj govori – in nesrečnemu bratu naroči, kaj naj stori, da reši sestro in sebe. Rešitev predstavlja urok – vrezati 3 šibe in z njimi udarjati po gladini vode. Hlapec upošteva kačin nasvet in ko tretjič udari po gladini vode, se sestra dvigne iz reke. Odpravita se na grad. Grofič je zadovoljen in se poroči s siroto, brat pa je doživljenjsko preskrbljen. Konec pripovedi je tipičen – živeli so srečno. Dobro je tudi tokrat premagalo zlo.

## Analiza pripovedi po psihoanalitični teorijiCarla G. JungainMarie-Louise von Franz
Po C. G. Jungu in M.-L. von Franz imajo simboli zelo veliko vrednost. Kljub temu, da obstajajo splošne razlage simbolov, je v nekaterih primerih potrebno odkriti vidik, ki je značilen le za določenega posameznika.
Simbol, ko nekdo nekomu skoči na hrbet, izhaja iz avstrijskega izreka Lahko mi splezaš na grbo, kar pomeni: Požvižgam se nate, vseeno mi je, kaj si misliš o meni. Ameriška razlaga istega motiva se glasi Go jump in the lake, kar v prevodu pomeni Skočiti v jezero. V pripovedi Sirotici na ta motiv spominja dogodek, ko mačehina hčer zahrbtno porine polsestro v vodo.
Simbol drevesa: drevo s človekom deli usodo, v lasti ima človekovo dušo (oče otroka priveže na drevo, da se ne bi rešila in še enkrat vrnila domov). Drevo je tudi simbol žrtvovanja, psihičnega dozorevanja, smrti.
Motiv gozda predstavlja vstop v neznano. Simbolni pomen ima tudi samoten sprehod po gozdu, ki ponazarja pretečo nevarnost, možnost napada (oče otroka pelje v gozd, tudi ko se jima uspe rešiti, tavata po gozdu). 
Simboli v religioznih podobah so v ljudskem slovstvu pogosti, ne glede na kulturo. Naloga religioznih simbolov je, da osmišljajo človekovo življenje – da vlivajo optimizem, upanje. V besedilu z naslovom Sirotici se pojavi motiv Matere božje in Jezusa. Jezus simbolizira ponovno rojstvo, kar v prenesenem pomenu v pripovedi deklici omogoči ženica. S simbolom Jezusa – novega rojstva – je povezan simbol drevesa. Kristus je v zahodnih civilizacijah simbol sebstva. Lik Marije predstavlja tretjo stopnjo razvoja anime, tj. ženske v moškem.
Tudi kača je božji simbol, je simbol modrosti.  V pripovedi bratu svetuje, kako naj iz reke reši sestro. Reka v simbolnem pomenu vsebuje duha.
Konji simbolizirajo življenje, pozitivno energijo in prinašajo srečo.
Motiv zaklenjenih vrat neke sobe je simbol nezavednega in njegovih neznatnih možnosti. V pripovedi ženica zapove siroti, naj dvanajstih vrat ne odklepa. Deklica se ne more upreti radovednosti. Ko vrata odpre, v sobi zagleda Mati božjo, ki Jezusu umiva noge.
Psihoanalitiki zatrjujejo, da je moški, ki je svojo mater doživljal pozitivno, sentimentalen. Brat se v pripovedi Sirotici izkaže za pogumnega, a hkrati tudi čustvenega, saj zajoče vsakič, ko pogleda sliko sestre.
Mačeha ima kot simbol vlogo femme fatale, kar pomeni usodna, nevarna ženska. V takšnih ženskah naj bi po Jungu in von Franzovi gorel silovit ogenj, ki uniči moškega. V ženski, mačehi, se animus (tj. moški v ženski) oglasi, ko svoje prepričanje s surovimi čustvenimi izbruhi vsiljuje drugim. Moža in njegove otroke je pahnila v nesrečo zaradi svojih razdiralnih stališč.
Da se je grofič na lepem zaljubil v dekle, ki je nižjega stanu kot on sam in takoj ve, da je ona prava, naj bi bila posledica anime – to je ženska v moškem.
Animus na 4. stopnji razvoja po M.-L. von Franz pomeni smisel. Postane posrednik religiozne izkušnje, ki ženski daje duhovno trdnost in notranjo moč, ki je protiutež njene nežne zunanjosti. Tovrstni simbol zasledimo, ko deklica odpre dvanajsta vrata in za njimi vidi religiozno podobo. Po tem se odpravi od ženice, poišče brata, se poroči in živi srečno.
Prečkanje vode simbolizira življenjsko prelomnico. Brat, sestra ter mačehina hči so se s kočijo peljali preko reke. Mačehina hči je polsestro porinila v vodo, saj se je želela bogato poročiti. Sirota se je utopila, a jo je brat kasneje rešil.
Sebstvo (tj. simbol celovitosti) predstavljajo živali, ki pomagajo človeku. V pripovedi Sirotici kača pomaga bratu, da reši sestro iz reke. To je, kot piše M.-L. von Franz,  simbol nagonskega temelja psihe.
Desna stran simbolizira stran zavesti, znanja in prilagajanja. Na razpotju se brat in sestra ločita. Deklica odide na desno, ki je stran zavesti, prilagajanja in znanja. Brat gre na levo stran, ki kaže na področje neprilagojenih nezavednih odzivov. V pripovedi je deklica resnično zelo prilagodljiva – uboga ženico, ji pomaga, izkazuje ji hvaležnost.
Sirotici vsebuje tipične lastnosti ljudskih pravljic:
- Glavne književne osebe: bratec, sestrica in mačeha.
- Stranske književne osebe se pojavljajo redkeje in le v nekaterih delih pravljice: oče, ženica, grof, grofič, kača, mačehina hči.
- Književni čas in prostor nista točno določena. Dogajanje se odvija nekje v gozdu in na gradu. Čas je univerzalen.
- Začetek in konec pripovedi sta tipična: Živel je vdovec … Odslej sta živela oba srečno.
- Dogajanje je enodimenzionalno.
- Osebe so ali nosilke pozitivnih lastnosti (brat, sestra, ženica, kača, grof, grofič) ali pa nosilke negativnih lastnosti (mačeha, oče, mačehina hči).
- Pojavlja se pravljično število 3 in število 12, ki je povezano predvsem z religijo.
- V borbi med dobrim in zlim je zlo poraženo.
- Povod za celotno zgodbo sta mačehina zloba in sebičnost ter očetova podrejenost ženinim zahtevam.

## Liki
- Oče je brezsrčen in podrejen svoji drugi ženi. Na njeno željo v gozd odpelje svoja otroka.
- Druga žena – mačeha je hudobna. Možu ukaže, naj se znebi svojih dveh otrok, sicer bo odšla od hiše.
- Mačehina hči je zlobna in koristoljubna kot njena mati. Polsestro iz kočije porine v vodo, da bi se namesto nje bogato poročila.
- Bratec kot hlapec dela pri grofu. Žalostne zgodbe iz otroštva ni pozabil in več let pozneje še vedno joče ob pogledu na sestrino sliko.
- Sestrica je pridna in ubogljiva. Za preživetje dela pri stari ženici, a ker jo v nepravem trenutku premaga radovednost, mora znova v svet. Čeprav z bratom nista odraščala skupaj in se dolgo nista videla, ga nikdar ne pozabi.
- Ženica – Mati božja – pod streho vzame sestrico. V zameno za dobro opravljeno delo ji kupuje oblačila in daje plačilo.
- Grof zaposli dečka kot hlapca.
- Grofič je grofov sin, ki se odloči, da se bo poročil s hlapčevo lepo sestro.
- Kača svetuje bratcu kaj naj stori, da bo sestro rešil iz vode in jo pripeljal pred grofiča.

## Motivno-tematske povezave
Nekaj motivov je tako v slovenski pripovedi Sirotici kot v eni izmed najbolj znanih pravljic bratov Grimm Janko in Metka:
- Struktura home – away – home: V obeh besedilih otroka najprej živita s starši, ki ju preženeta od doma. Uspe se jima vrniti domov.
- Mož – vdovec: V besedilu z naslovom Sirotici je mož sprva vdovec, ki se znova poroči. V pravljici Janko in Metka pa mož ovdovi medtem, ko sta otroka pri zlobni čarovnici.
- Mož se podredi ženini domisli, da bi otroke odpeljala od hiše in ju pustila v gozdu.
- Glavni književni osebi sta brat in sestra.
- Iznajdljivost brata se v slovenski inačici pojavi, ko z nožem prereže vrv in reši sebe ter sestro. V besedilu Janko in Metka bratec dela sled iz svetlečih kamenčkov.
- Dva odhoda otrok od doma. Ob prvem odhodu jima oče v obeh pravljicah v gozdu zakuri ogenj, otroka pa se vrneta domov. Ko sta v gozd odpeljana drugič, se ne vrneta več.
- Motiv krščanstva je izrazit predvsem v ljudski pripovedi Sirotici (Mati božja, Jezus), v Grimmovi pravljici Janko in Metka pa se Metka obrača k bogu po pomoč, da bi ji uspelo rešiti brata.
- Motiv vode se v pripovedi Sirotici pojavi, ko mačehina hči polsestro porine v vodo, v besedilu z naslovom Janko in Metka pa otroka prečkata vodo, da bi se vrnila domov k očetu.
- Na pomoč priskoči žival – v pripovedi Sirotici kača svetuje bratu, kako naj reši sestro, v pravljici Janko in Metka pa ptičica vodi otroka do hiše s sladkarijami, kjer se najesta, račka pa ju pelje preko vode.
- Motiv hišice sredi gozda in starke, ki v njej živi. V pripovedi Sirotici je stara ženica nosilka pozitivnih lastnosti, v pravljici Janko in Metka pa gre za zlobno čarovnico.

V besedilu z naslovom Sirotici se pojavi motiv zlobne mačehe, ki je zelo pogost v književnosti: pravljici Pepelka in Sneguljčica bratov Grimm, Mačeha in pastorka, Vila prijateljica in meseci prijatelji, Jug in pastorek
Motiv kače: Začarana kača, S kačo se je oženil, Bela kača s kronico, Bela kača, O tistem, ki se je pri kači ženil, Gož, Sedem let pri beli kači, Zakleti modras
Motiv hišice sredi gozda: Muca Copatarica (Ela Peroci), Janko in Metka (brata Grimm), Jedca mesca (Gregor Strniša), Rdeča kapica (brata Grimm).
Motiv brata in sestre: Janko in Metka ˙brata Grimm), Jedca mesca (Gregor Strniša), Kaja in njena družina (Polonca Kovač), Deklica Delfina in lisica Zvitorepka (Kristina Brenkova), Bedin in Bedina.

## Izdaje
- K. Brenkova: Slovenske ljudske pripovedi, Mladinska knjiga, Ljubljana 1985, zbirka Zlata ptica